# Veronica Inglese
Veronica Inglese (Barletta, 22 novembre 1990) è una mezzofondista italiana.
In carriera può vantare dodici titoli italiani di cui tre assoluti (10 km su strada, corsa campestre e 10000 m su pista), uno universitario e nove giovanili.
Ha collezionato varie presenze con la Nazionale assoluta: mondiali (2011) ed europei (2013) di corsa campestre, mondiali di mezza maratona (2014), olimpiadi di Rio 2016.

## Biografia

### Gli inizi, i primi titoli italiani giovanili e le Gymnasiadi
Ha iniziato a praticare l'atletica leggera nel 2002 (categoria ragazze) grazie al padre, anch'egli mezzofondista. In precedenza aveva praticato danza e nuoto. Come primo allenatore ha avuto Domenico Ostuni.
Ha iniziato a vincere i primi titoli italiani già al secondo anno da cadetta nel 2005 (l'anno prima era stata quarta sui 2000 m ai nazionali cadette ed ottava nella corsa campestre agli italiani cadette), quando ha vinto l'oro sia nella corsa campestre che sui 1000 m su pista in cui ha ottenuto anche la medaglia di bronzo con la staffetta mista.
Al primo anno da allieva, 2006, ha ottenuto due medaglie di bronzo ai campionati nazionali di categoria su pista sia nei 1500 che nei 3000 m, mentre agli italiani allieve di corsa campestre è giunta diciannovesima (era iscritta sui 1000 m agli italiani allieve indoor, ma non ha gareggiato).
Alle Gymnasiadi di Salonicco in Grecia è giunta dodicesima sui 1500 m.

### 2007-2008: gli Europei e i Mondiali juniores di corsa campestre
Nel 2007 sempre agli italiani allieve è stata quinta sui 1000 m indoor, sesta nella corsa campestre, argento nei 1500 m e bronzo sui 3000 m all'aperto.
Ha gareggiato agli Europei juniores di corsa campestre a Toro in Spagna (settantacinquesima nell'individuale e dodicesima nella classifica a squadre).
Al primo anno da juniores, 2008, è stata argento negli italiani di corsa campestre, oro nei 1500 m indoor ed argento nella stessa distanza all'aperto.
Ha gareggiato ai Mondiali juniores di corsa campestre in Scozia ad Edimburgo giungendo quarantasettesima ed invece agli Europei juniores di corsa campestre di Bruxelles in Belgio è stata trentasettesima. Settimo posto sui 1500 m nella Coppa del Mediterraneo ovest juniores a Rabat in Marocco.

### 2009-2010: il bronzo agli Europei juniores, il tesseramento per l'Esercito e il titolo nazionale universitario
Dal 2009 è allenata da Antonio Ferro.
In quell'anno ha vinto 3 medaglie ai campionati italiani juniores: bronzo sui 1500 m indoor e nella corsa campestre, argento sui 5000 m (distanza sulla quale era iscritta agli assoluti, ma a cui non ha gareggiato); in ambito internazionale, medaglia di bronzo agli Europei juniores a Novi Sad in Serbia sui 5000 m; medaglia d'oro nella Coppa del Mediterraneo juniores sui 3000 m in Spagna a Madrid; sempre nel 2009 agli Europei juniores di corsa campestre in Irlanda a Dublino è stata trentacinquesima nell'individuale e quinta nella classifica a squadre.
Durante il 2010, primo anno da promessa, in cui viene tesserata dall'Esercito, ha vinto 3 titoli italiani: promesse di corsa campestre (bronzo nella classifica assoluta) e 5000 m sia universitari che promesse.
Assente agli italiani promesse ed assoluti indoor, vicecampionessa in quelli outdoor sui 5000 m.

### 2011-2012: l'esordio con la Nazionale assoluta ai Mondiali di corsa campestre e i titoli nazionali promesse
Due medaglie ai campionati italiani di corsa campestre nel 2011: oro promesse e bronzo assoluti.
Era iscritta sui 3000 m agli assoluti indoor, ma non ha gareggiato. Assente agli assoluti all'aperto.
È stata assente agli italiani promesse sia indoor che outdoor.
All'esordio con la Nazionale assoluta ai Mondiali di corsa campestre tenutisi in Spagna a Punta Umbría è stata novantunesima e quattordicesima nella classifica a squadre.
Cinque medaglie con due titoli promesse nel 2012: corsa campestre (bronzo a livello assoluto) e 5000 m, argento sui 3000 m agli indoor promesse (quarta nella classifica assoluta), bronzo sia sui 10000 m che nei 5000 m agli assoluti all'aperto.

### 2013-2016: i tre titoli italiani assoluti, gli Europei di corsa campestre e i Mondiali di mezza maratona
Primo titolo italiano assoluto nel 2013 con la vittoria dei 10 km su strada; assente agli assoluti indoor ed invece ottava sui 5000 m all'aperto.
Agli Europei di corsa campestre a Belgrado in Serbia è giunta ottava nell'individuale e quarta nella classifica a squadre.
Tris di medaglie, con due titoli, ai vari campionati assoluti disputati nel 2014: bronzo nella mezza maratona, oro sia nella corsa campestre che nei 10000 m su pista.
È stata invece assente sia agli assoluti indoor che a quelli outdoor.
Nel 2014 ha dovuto saltare per problemi fisici sia la Coppa Europa 10000 m a Skopje in Macedonia che gli Europei di corsa campestre in Bulgaria a Samokov; però ha preso parte ai Mondiali di mezza maratona di Copenaghen in Danimarca è stata ventiduesima nell'individuale e quarta nella classifica a squadre.
Dopo la vittoria dei campionati italiani sui 10000 m ed avendo ottenuto il minimo di qualificazione sui 10000 m per gli Europei di Zurigo, ha avuto un problema muscolare ad un bicipite e quindi non è stata inserita nella lista diramata dalla Federatletica con i convocati per i campionati continentali svoltisi in Svizzera.
2015, assente agli assoluti indoor e diciannovesima negli assoluti di corsa campestre.
Nel mese di dicembre gareggia a Hyères (Francia) agli Europei di corsa campestre: termina 19ª come migliore delle italiane che chiudono al 5º posto nella classifica a squadre.
Il 21 febbraio del 2016 a Gubbio è stata nona ai campionati italiani di corsa campestre. Il 10 luglio vince con il tempo di 1:10.35 la medaglia d'argento nella mezza maratona ai Campionati europei di Amsterdam, tre giorni dopo essere giunta sesta nei 10000.

## Progressione

### 1500 metri piani
| Stagione | Tempo   | Luogo    | Data       | Rank. Mond. |
| -------- | ------- | -------- | ---------- | ----------- |
| 2013     | 4'28"24 | Rieti    | 28-9-2013  |             |
| 2012     | 4'33"44 | Potenza  | 9-6-2012   |             |
| 2010     | 4'31"13 | Venosa   | 3-7-2010   |             |
| 2009     | 4'34"20 | Barletta | 8-9-2009   |             |
| 2008     | 4'34"40 | Barletta | 4-9-2008   |             |
| 2007     | 4'36"40 | Potenza  | 15-9-2007  |             |
| 2006     | 4'38"90 | Foggia   | 21-10-2006 |             |

### 3000 metri piani
| Stagione | Tempo    | Luogo           | Data      | Rank. Mond. |
| -------- | -------- | --------------- | --------- | ----------- |
| 2013     | 9'34"77  | Bari            | 21-7-2013 |             |
| 2010     | 9'14"83  | Padova          | 3-9-2010  |             |
| 2009     | 9'29"44  | Bari            | 13-9-2009 |             |
| 2008     | 9'55"39  | Reggio Calabria | 13-9-2008 |             |
| 2007     | 9'55"40  | Statte          | 1-9-2007  |             |
| 2006     | 10'15"06 | Fano            | 8-10-2006 |             |

### 5000 metri piani
| Stagione | Tempo     | Luogo            | Data       | Rank. Mond. |
| -------- | --------- | ---------------- | ---------- | ----------- |
| 2016     | 15'22"45  | Rieti            | 25-6-2016  |             |
| 2013     | 16'08"78  | Rieti            | 29-9-2013  |             |
| 2012     | '16'02"72 | Misano Adriatico | 16-6-2012  |             |
| 2011     | 16'23"89  | Foggia           | 1-5-2011   |             |
| 2010     | 16'04"65  | Pescara          | 19-6-2010  |             |
| 2009     | 16'41"37  | Novi Sad         | 26-7-2009  |             |
| 2008     | 17'27"30  | Foggia           | 18-10-2008 |             |

## Palmarès
| Anno | Manifestazione                       | Sede           | Evento               | Risultato | Prestazione | Note                                     |
| ---- | ------------------------------------ | -------------- | -------------------- | --------- | ----------- | ---------------------------------------- |
| 2006 | Gymnasiadi                           | Salonicco      | 1500 m piani         | 12ª       | 4'42"87     | [ 5 ]                                    |
| 2007 | Europei juniores di corsa campestre  | Toro           | Individuale          | 75ª       | 16'04"      | [ 6 ]                                    |
| 2007 | Europei juniores di corsa campestre  | Toro           | Classifica a squadre | 12ª       | 223 punti   | [ 7 ]                                    |
| 2008 | Mondiali juniores di corsa campestre | Edimburgo      | Individuale          | 47ª       | 22'05"      | [ 8 ]                                    |
| 2008 | Europei juniores di corsa campestre  | Bruxelles      | Individuale          | 37ª       |             | [ 9 ]                                    |
| 2009 | Europei juniores                     | Novi Sad       | 5000 m piani         | Bronzo    | 16'41"37    | [ 10 ]                                   |
| 2009 | Europei juniores di corsa campestre  | Dublino        | Individuale          | 35ª       |             | [ 10 ]                                   |
| 2009 | Europei juniores di corsa campestre  | Dublino        | Classifica a squadre | 5ª        | 100 punti   | [ 11 ]                                   |
| 2011 | Mondiali di corsa campestre          | Punta Umbría   | Individuale          | 91ª       | 29'02"      | [ 12 ]                                   |
| 2011 | Mondiali di corsa campestre          | Punta Umbría   | Classifica a squadre | 14ª       | 249 punti   | [ 13 ]                                   |
| 2013 | Europei di corsa campestre           | Belgrado       | Individuale          | 8ª        | 27'12"      | [ 14 ]                                   |
| 2013 | Europei di corsa campestre           | Belgrado       | Classifica a squadre | 4ª        | 97 punti    | [ 15 ]                                   |
| 2014 | Mondiali di mezza maratona           | Copenaghen     | Mezza maratona       | 22ª       | 1h10'57"    | [ 16 ]                                   |
| 2014 | Mondiali di mezza maratona           | Copenaghen     | Classifica a squadre | 4ª        | 3h31'57"    | [ 17 ]                                   |
| 2015 | Europei di corsa campestre           | Hyères         | Individuale          | 19ª       | 26'45       | [ 18 ]                                   |
| 2015 | Europei di corsa campestre           | Hyères         | Classifica a squadre | 5ª        | 118 punti   | [ 19 ]                                   |
| 2016 | Mondiali di mezza maratona           | Cardiff        | Individuale          | 16ª       | 1h10'59"    | Miglior prestazione personale stagionale |
| 2016 | Mondiali di mezza maratona           | Cardiff        | A squadre            | 7ª        | 3h38'44"    |                                          |
| 2016 | Europei                              | Amsterdam      | 10000 m piani        | 6ª        | 31'37"43    | Miglior prestazione personale            |
| 2016 | Europei                              | Amsterdam      | Mezza maratona       | Argento   | 1h10'35"    | Miglior prestazione personale            |
| 2016 | Giochi olimpici                      | Rio de Janeiro | 10000 m piani        | 30ª       | 32'11"67    |                                          |

## Campionati nazionali
- 1 volta campionessa assoluta sui 10000 m (2014)
- 1 volta campionessa assoluta di corsa campestre (2014)
- 1 volta campionessa assoluta nei 10 km su strada (2013)
- 2 volte campionessa promesse sui 5000 m (2010, 2012)
- 1 volta campionessa universitaria sui 5000 m (2010)
- 3 volte campionessa promesse di corsa campestre (2010, 2011, 2012)
- 1 volta campionessa juniores indoor sui 1500 m (2008)
- 1 volta campionessa cadette sui 1000 m (2005)
- 1 volta campionessa cadette di corsa campestre (2005)

2004
- 8ª ai Campionati italiani cadetti e cadette di corsa campestre, (Lanzo d'Intelvi), 2 km - 7'44[20]
- 4ª ai Campionati italiani cadetti e cadette, (Abano Terme), 2000 m - 6'42"21[21]

2005
- Oro ai Campionati italiani cadetti e cadette di corsa campestre, (Sabaudia), 2 km - 7'54"20[22]
- Oro ai Campionati italiani cadetti e cadette, (Bisceglie), 1000 m - 2'59"65[3]
- Bronzo ai Campionati italiani cadetti e cadette, Bisceglie), staffetta 200+400+600+800 m - 5'34"50[23]

2006
- 19ª ai Campionati italiani allieve di corsa campestre, (Lanciano), 4 km - 14'54[24]
- Bronzo ai Campionati italiani allievi e allieve, (Fano), 1500 m - 4'41"97[25]
- Bronzo ai Campionati italiani allievi e allieve, (Fano), 3000 m - 10'15"06[26]

2007
- 5ª ai Campionati italiani allievi-juniores-promesse indoor, (Genova), 1000 m - 3'01"98[27]
- 6ª ai Campionati italiani allieve di corsa campestre, (Villa Lagarina), 4040 m - 15'14[28]
- Argento ai Campionati italiani allievi e allieve, (Cesenatico), 1500 m - 4'42"63[29]
- Bronzo ai Campionati italiani allievi e allieve, (Cesenatico)), 3000 m - 10'17"20[30]

2008
- Argento ai Campionati italiani juniores di corsa campestre, (Carpi), 6 km -19'34[31]
- Oro ai Campionati italiani allievi-juniores-promesse indoor, (Ancona), 1500 m - 4'34"19[32]
- Argento ai Campionati italiani juniores e promesse, (Torino), 1500 m - 4'41"87[33]

2009
- Bronzo si Campionati italiani allievi-juniores-promesse indoor, (Ancona), 1500 m - 4'38"79[34]
- Bronzo ai Campionati italiani juniores di corsa campestre, (Porto Potenza Picena), 6 km - 21'56[35]
- Argento ai Campionati italiani juniores e promesse, (Rieti), 5000 m - 17'05"69[36]

2010
- Oro ai Campionati italiani promesse di corsa campestre, (Formello)), 8 km - 30'04[37]
- Bronzo ai Campionati italiani assoluti di corsa campestre, (Formello), 8 km - 30'04[38]
- Oro ai Campionati nazionali universitari, (Campobasso), 5000 m - 16'28"88[39]
- Oro ai Campionati italiani juniores e promesse, (Pescara), 5000 m - 16'04"65[40]
- Argento ai Campionati italiani assoluti, (Grosseto), 5000 m - 16'21"36[41]

2011
- Oro ai Campionati italiani promesse di corsa campestre, (Varese), 7,8 km - 28'11[42]
- Bronzo ai Campionati italiani assoluti di corsa campestre, (Varese), 7,8 km - 28'11[43]

2012
- Oro ai Campionati italiani promesse di corsa campestre, (Borgo Valsugana), 8 km - 28'36[44]
- Bronzo ai Campionati italiani assoluti di corsa campestre, (Borgo Valsugana), 8 km - 28'36[45]
- 4ª ai Campionati italiani assoluti e promesse indoor, (Ancona), 3000 m - 9'24"40[46]
- Argento ai Campionati italiani assoluti e promesse indoor, (Ancona), 3000 m - 9'24"40[47]
- Bronzo ai Campionati italiani assoluti 10000 metri, (Terni), 10000 m - 33'31"20[48]
- Oro ai Campionati italiani juniores e promesse, (Misano Adriatico), 5000 m - 16"02"72[49]
- Bronzo ai Campionati italiani assoluti, (Bressanone), 5000 m - 16'15"88[50]

2013
- 8ª ai Campionati italiani assoluti, (Milano), 5000 m - 16'37"06[51]
- Oro ai Campionati italiani assoluti 10 km su strada, (Molfetta), 10 km - 33'14[52]

2014
- Bronzo ai Campionati italiani assoluti di mezza maratona, (Verona), mezza maratona - 1:11'24[53]
- Oro ai Campionati italiani assoluti di corsa campestre, (Nove-Marostica), 8 km - 27'25[54]
- Oro ai Campionati italiani assoluti 10000 m su pista, (Ferrara), 10000 m - 32'25"76[55]

2015
- 19ª ai Campionati italiani assoluti di corsa campestre, (Fiuggi), 8 km - 29'30[56]

2016
- 9ª ai Campionati italiani di corsa campestre, (Gubbio), 8 km - 26'02[57]

2024
- 25ª ai campionati italiani di 10 km su strada - 35'18"

## Altre competizioni internazionali
2008
- 7ª nella Coppa del Mediterraneo ovest juniores, ( Rabat), 1500 m - 4'41"44[9]

2009
- Oro nella Coppa del Mediterraneo juniores, ( Madrid), 3000 m - 9'39"52[10]

2011
- 10ª al Cross Campaccio, ( San Giorgio su Legnano), 6 km - 21'06[58] (argento nella categoria promesse)

2012
- 12ª al Cross Campaccio, ( San Giorgio su Legnano), 6 km - 21'21[58] (argento nella categoria promesse)
- 20ª nella Coppa dei Campioni per club di corsa campestre, ( Castellón), 19'53[59]
- 6ª nella Coppa dei Campioni per club, ( Vila Real de Santo António), 5000 m - 16'48"24[60]

## Attività extrasportive e vita privata
- Dopo essersi diplomata al liceo classico[1]"Alfredo Casardi" di Barletta[61], è iscritta all'Università degli Studi di Foggia in Scienze delle attività motorie e sportive[62].
- Come grado militare è primo caporal maggiore[63].